# Multicalyx elegans
Multicalyx elegans är en plattmaskart som först beskrevs av Olsson 1869.  Multicalyx elegans ingår i släktet Multicalyx och familjen Multicalycidae. Inga underarter finns listade i Catalogue of Life.